# Catedral de Santa Mónica (Cairns)
La catedral de Santa Mónica o la catedral conmemorativa de Santa Mónica (en inglés: St Monica's Cathedral o  bien St Monica's War Memorial Cathedral) es una catedral católica catalogada como patrimonio en la calle 183 Abbott, Cairns, en el estado de Queensland, en el noreste de Australia. Fue diseñada por Ian Ferrier y construido entre 1967 y 1968. Fue introducida en el Registro de Patrimonio de Queensland el 31 de agosto de 1998. Es la catedral de la diócesis de Cairns.
La catedral de Santa Mónica, fue dedicada a la memoria de la batalla del Mar del Coral, y fue construida en 1967  y 1968. La catedral está rodeada por la catedral Vieja, la casa del obispo, el convento de San José y  un edificio escolar de Santa Mónica, que en conjunto forman un grupo eclesiástico que se mantiene intacto.